# Barly (Paso de Calais)
Barly es una comuna francesa situada en el departamento de Paso de Calais, en la región de Alta Francia.

## Demografía
| 277 | 265 | 245 | 275 | 282 | 268 | 207 |
| Para los censos de 1962 a 1999 la población legal corresponde a la población sin duplicidades (Fuente: INSEE [Consultar]) |     |     |     |     |     |     |